# Sirius TV
«Sirius TV» (укр. Сіріус ТБ; інша назва — «Si») — український недержавний закарпатський телеканал, створений супутником «Sirius» 29 вересня 2017 року.

## Супутникове мовлення
- Супутник — Astra 4A 4.8°E
- Частота — 11747
- Поляризація — вертикальна (V)
- Символьна швидкість — 30000
- FEC — 3/4
- Формат зображення — MPEG-4
- Кодування — FTA